# Ајзеја Остин
Ајзеја Чарлс Остин (енгл. Isaiah Charles Austin; Фресно, Калифорнија, 25. октобар 1993) амерички је кошаркаш. Игра на позицији центра, а тренутно је без ангажмана.
Након успешне колеџ каријере предвиђана му је висока позиција на НБА драфту, међутим због дијагностикованог Марфиновог синдрома морао је да престане са бављењем кошарком. Ипак након две године паузе лекари су дали зелено светло за повратак на кошаркашке паркете.

## Каријера
У средњу школу ишао је у главном граду Тексаса, Арлингтону, и ту је показао велики таленат. У последњој години, имао је просечно 15 поена, 11 скокова и 5 блокада, био је два пута узастопно најбољи средњошколски играч у Тексасу, а позван је и на Мекдоналдс утакмицу најбољих кошаркаша из целе Америке.

### Колеџ
Остин се определио да студира и игра за тексашки универзитет Бејлор. У првој сезони већ стартује велики број утакмица, има просек од нешто преко 13 поена и 8 скокова, и најбољи је играч финала утешног НИТ турнира који је Бејлор и освојио. Покушао је да се пријави за драфт 2013, али је одустао због повреде рамена и вратио се на колеџ. У другој сезони, просеци су му мало опали, Бејлор је тада успео да се пласира у осмину финала колеџ плејофа, али су испали од врло јаког Висконсина. Остин је изградио репутацију широм САД као изузетно талентован кошаркаш, па му је предвиђана висока драфт позиција, поједини аналитичари су га чак сврставали и у топ 5 или 10 пикова.

### Марфинов синдром
После опсежних претрага, доктори су му 2014. године саопштили да има Марфанов синдром, изузетно ретко генетско обољење и да ће му, ако буде под превеликим напорима, можда и живот бити у опасности. Прве симптоме имао је још током средње школе, када је изгубио вид на једном оку, што је једно време крио од свих сем породице, тренера и најближих пријатеља. Ударна вест о Остину појавила се на практично свим спортским сајтовима и емисијама у САД, а као утеху за нагло прекинуту каријеру, НБА лига одлучила је да га церемонијално драфтује, односно да се бар појави на бини са комесаром Адамом Силвером.

### ФМП
У новембру 2016. године добио је дозволу лекара да настави да се бави спортом. Свој први професионални уговор је потписао у јануару 2017. са екипом ФМП-а.

### После ФМП-а
У јулу 2017. потписао је за кинеске Гуангси риносе.